# Кристине Буста
Кристине Буста (на немски: Christine Busta) е австрийска поетеса, белетристка и детска писателка.

## Биография
Родена е на 23 април 1915 г. във Виена в разгара на Първата световна война. Израства като извънбрачно дете и сменя много професии – работи като помощник-учителка, преводачка, хотелска служителка. Няколко семестъра следва английска и немска филология във Виенския университет, но прекъсва поради психическо заболяване. Когато в зряла възраст публикува първата си стихосбирка „Година след година“ (1950), става библиотекарка във Виена и започва да сътрудничи на културно-политическото списание „Ди Фурхе“.

## Творчество
След втората си поетическа книга „Дървото на дъжда“ (1951) Кристине Буста получава престижната австрийска литературна награда „Георг Тракл“ (1954) (заедно с Кристине Лавант), а след „Лампата и делфинът“ (1955), „Хамбарът на птиците“  (1958), „Другият агнец“ (1959) и „На път към стари огньове“ (1965) тя е отличена с „Голямата австрийска държавна награда за литература“ (1969). Следват стихосбирките „Солни градини“ (1975), „Ако рисуваш герб на любовта“ (1981), „Посред цялата преходност“ (1985). Посмъртно са издадени „Небето в кестеновото дърво“ (1989), „Дъхът на словото“ (1995) и „Едносричен е езикът на нощта“ (2000).

## Поетика
В творчеството си поетесата вплита библейски иносказания, образи от античността и мотиви от изобразителното изкуство, за да изрази с пестелив и емоционално оцветен език вътрешните напрежения и поривите на лирическото Аз. От стиховете на Кристине Буста, изградени с традиционни формални средства, струи християнска светска набожност, лишена от догматичност и отправена към реалния живот. „Основната ми тема – казва поетесата, – е превръщането на страха, ужаса и чувството за вина в радост, любов и избавление.“

## Награди и отличия
- 1950: „Австрийска държавна награда за литература“
- 1954: „Награда Георг Тракл“ за поезия
- 1955: Lyrikpreis des Süddeutschen Rundfunks
- 1956: Lyrikpreis der Neuen Deutschen Hefte
- 1959: Jugendbuchpreis der Stadt Wien
- 1959: „Австрийска награда за детско-юношеска книга“
- 1961: „Австрийска държавна награда за литература“
- 1963: „Награда Дросте“ на град Меерсбург
- 1964: „Литературна награда на Виена“
- 1969: „Голяма австрийска държавна награда за литература“
- 1975: „Награда Антон Вилдганс“
- 1980: Ehrenmedaille der Bundeshauptstadt Wien in Gold
- 1980: Österreichisches Ehrenzeichen für Wissenschaft und Kunst
- 1981: Theodor-Körner-Preis
- 1981: Charles-Péguy-Preis
- 1982: „Награда Айхендорф“ на град Ванген
- 2007: Christine-Busta-Symposion der Österreichischen Gesellschaft für Literatur und des Österreichischen Literaturarchivs der Österreichischen Nationalbibliothek[2]